# Chain Reaction (escultura)
Chain Reaction é um monumento da paz e da escultura de arte pública composto por uma estrutura metálica de aço inoxidável e fibra de vidro cercada por concreto, que forma uma nuvem de cogumelo criada por uma explosão nuclear. Projetada pelo editor cartunista estadunidense Paul Conrad e construído por Peter M. Carlson. A escultura de 5,5 toneladas e 8 metros de altura foi instalada em 1991, ao lado do Centro Cívico de Santa Monica em Santa Mônica, Califórnia.
Uma inscrição na base da escultura mostra a seguinte frase: "Esta é uma declaração de paz, que ela nunca se tornar um epitáfio."

## Recepção
O professor Paul Von Blum coloca Conrad e sua escultura na categoria obras de arte contemporânea de política pública do final do século XX e início do século XXI, chamando-a de "uma poderosa menssagem sobre os perigos contínuos da guerra nuclear", na tradicional comemoração de obras americanas sobre eventos perturbadores. Von Blum compara o trabalho de Conrad ao de outros esculturos americanos, tais como: Beniamino Bufano, George Segal, Luis Jimenez e Maya Lin.